# Liste des commanderies templières dans le Connacht
Cette liste recense les commanderies et maisons de l'Ordre du Temple qui ont existé dans la province du Connacht en Irlande.

## Faits marquants et Histoire
Au début du XIIIe siècle (1212), les hospitaliers avaient établi deux fois plus de commanderies (12) que les templiers en Irlande, mais aucune dans le Connaught, et cette région ne fut réellement conquise par les normands qu'à partir de 1235 sans être pacifiée pour autant notamment autour du fleuve Shannon. Dans les faits, les seigneurs normands de Connaught ont eu maille à partir avec les rois irlandais du Connaught en particulier aux XIIIe et XIVe siècles.
Les rois irlandais du Connaught, devenus vassaux de la seigneurie d'Irlande vers 1205/07, ont perdu une grande partie de leur territoire au moment de la création de la seigneurie normande de Connaught, leurs droits étant réduits à ce que l'on appelait les cinq baronnies (en) royales du Connacht. Un territoire composé en grande partie de l'actuel comté de Roscommon, à l'ouest du fleuve Shannon, et qui comprenait les baronnies suivantes,:
- O'Many (Ui Maine), baronnie dont la limite Nord-Est était juste au-dessus du lac Lough Ree, à « Cloontuskert » et qui descendait jusqu'au sud du Roscommon avec une limite Sud-Ouest à Athenry dans le Galway[N 3].
- Tyrmany (Tir Maine), à l'Est d'Athlone, Sud-Ouest du comté de Westmeath[N 4].
- Moy Ai (Magh-Ai), centre du Roscommon.
- Three Tuaths (Tri Tuatha), Nord-Est du Roscommon[N 5].
- Moylurg-Tirerril (Magh Luirg, Tir Oililla), au Nord des Three Tuaths[N 6].

De plus, la baronnie d'O'Many fut donnée au normand Richard de la Rochelle dès 1256. La seigneurie de Connaught étant composée de 25 baronnies au moment de sa création. 
Les templiers ne sont jamais mentionnés durant cette période et leur présence n'est attestée que par des documents postérieurs à leur existence, notamment un inventaire de leurs biens, dressé en 1320.
On trouve parfois mention d'un établissement hospitalier fondé par Jean d'Angleterre au début du XIIIe siècle à Rindown, château médiéval qui se trouvait dans le Roscommon actuel, et où sont cités également plusieurs autres châteaux du roi d'Angleterre, comme Athlone et Roscommon. Ces châteaux qui se trouvaient dans le territoire des cinq baronnies furent l'objet de nombreux sièges nécessitant d'importantes réparations au cours de ce siècle et du suivant.
C'est au frère hospitalier William Fitz Roger, prieur de Kilmainham que le roi Édouard Ier d'Angleterre confia le commandement de son armée pour pacifier le Connaught en 1274, ainsi que la garde du château de Rindown dans le comté de Roscommon, alors qu'il devait initialement rejoindre la Terre sainte.
La seule commanderie templière connue dans cette région est celle de Loghnehely, dite de « Templehouse », qui apparaît comme ayant été dévolue au prieuré Saint-Jean-baptiste de Rindown après 1312. Elle n’apparaît pas dans les registres du prieuré hospitalier de Kilmainham à la suite de la dévolution des biens de l'ordre du Temple. La confusion entre les fratres cruciferi et les hospitaliers étant fréquente, et le doute demeure quant à l'existence d'un second prieuré hospitalier en Irlande. 

## Commanderies
| Comté actuel   | Commanderie                 | Ville actuelle (à ou près de) | 1re donation | Observations                  |
| -------------- | --------------------------- | ----------------------------- | ------------ | ----------------------------- |
| comté de Sligo | Loghnehely, « Templehouse » |                               |              | , 54° 06′ 42″ N, 8° 35′ 05″ O |

| Localisation dans le Connacht (Liens vers les articles correspondants) |
| ---------------------------------------------------------------------- |
| \| Leinster Munster ⇒ Pays de Galles Templehouse \|                    |
| Leinster Munster ⇒ Pays de Galles Templehouse                          |

### Autres biens
- Église de Kilvarnet (ruines)[11], proche de la commanderie de Loghnehely. 54° 07′ 40″ N, 8° 36′ 32″ O

### Possessions douteuses ou à vérifier
Les nombreuses destructions consécutives à la rivalité qui opposait les rois irlandais du Connacht aux seigneurs normands du Connacht, servent souvent d'explication quant à l'absence de possessions templières dans l'inventaire du prieuré hospitalier de Kilmainham, après la dévolution des biens de l'ordre du Temple. Les possessions ci-dessous ne semblent pas être attestées par des chartes de donation ou par des actes où seraient cités les templiers: 
- Une commanderie à Galway à l'emplacement de l'église Saint-Nicolas, érigée en 1320[13],[14]. À noter que certains auteurs évoquent une donation des O'Flahertys aux hospitaliers, mais il s'agit alors de Kinalekin.